# Chris Said
Chris Said (* 1970 in Nadur, Gozo) ist ein maltesischer Jurist und Politiker der Nationalist Party (NP), der seit 2012 Minister für Justiz, Dialoge und Familien ist.

## Leben
Nach dem Schulbesuch absolvierte Said ein Studium der Rechtswissenschaften an der Universität Malta und war während dieser Zeit auch Präsident des Studentenrates sowie zehn Jahre lang Präsident der Jugendbewegung der Nationalistischen Partei (Moviment Zgħazagħ Partit Nazzjonalista) in Gozo. Nach Abschluss seines Studiums mit einem Doktor der Rechte (LL.D.) war er als Rechtsanwalt und Notar tätig und engagierte sich daneben zehn Jahre lang als Vorsitzender des Fußballverbandes von Gozo.
Seine eigentliche politische Laufbahn begann er in der Kommunalpolitik, als er für die NP 1993 erstmals zum Mitglied des Gemeinderates von Nadur gewählt wurde. Zuletzt war er zwischen 1999 und 2008 Bürgermeister von Nadur und wurde während dieser Zeit als erster Malteser mit dem European Destination of Excellence Award (EDEN) ausgezeichnet.
Bei der Parlamentswahl in Malta am 8. März 2008 wurde Said erstmals für die Nationalist Party für die elfte Legislaturperiode zum Abgeordneten in das Repräsentantenhaus gewählt. Kurz darauf wurde er von Premierminister Lawrence Gonzi zum Parlamentarischen Staatssekretär für öffentliche Konsultation und Information beim Premierminister in dessen zweites Kabinett berufen. In dieser Funktion trieb er die Reform der Lokalverwaltung Maltas voran, begründete das Maltesische EU-Aktionskomitee MEUSAC wieder und setzte sich ferner für verstärkte Dialoge bei der Regierungsarbeit ein. Zwei Jahre später wurde er 2010 von Premierminister Gonzi mit weiteren Zuständigkeiten betraut wie Verbraucherangelegenheiten, Wettbewerb und industrielle Beziehungen. In dieser Funktion führte er erfolgreiche Preissenkungen für Arzneimittel ein und legte auch den neuen Gesetzentwurf für die Einrichtung der Wettbewerbs- und Verbraucherschutzbehörde (Malta Competition and Consumer Affairs Authority) vor.
Nach dem Rücktritt von Carmelo Mifsud Bonniċi wurde Said von Premierminister Gonzi am 6. Januar 2012 zum Minister für Justiz, Dialoge und Familie (Minister for Justice, Dialogue and the Family) ernannt.